# Stede Bonnet
Stede Bonnet (Barbados, 1688 – Charleston, 10 dicembre 1718) è stato un pirata inglese.
Fu un capitano pirata della colonia inglese di Barbados.
La sua carriera da pirata si distingue per tre fatti:
1. Completa mancanza di precedenti esperienze navigatorie;
2. La sua alleanza con il famoso e terribile pirata Edward Teach, detto Barbanera;
3. la violenta battaglia che ha portato alla sua cattura ed esecuzione.

Viene chiamato a volte "Maggiore Bonnet" per il suo grado nelle truppe coloniali di Barbados. Altri lo chiamano "il pirata gentiluomo" perché, prima di dedicarsi alla pirateria, era un proprietario terriero moderatamente benestante. Morì impiccato il 10 dicembre 1718 all'età di soli 30 anni. 

## Biografia

### La vita anteriore alla pirateria
Non si sa esattamente cosa facesse prima di darsi al crimine. Nacque nella colonia inglese di Barbados nel 1688. I suoi genitori, Edward e Sarah Bonnet, avevano un podere di più di 400 acri a sudest di Bridgetown, che passò al giovane Bonnet nel 1694, anno in cui morì il padre Edward. Non si sa che tipo di scuole avesse frequentato: molti lo descrivono come un uomo colto e il giudice responsabile del suo processo alluse all'educazione liberale di Bonnet, ma non si hanno altre informazioni al riguardo.
Il giovane Stede Bonnet sposò Mary Allamby a Bridgetown il 21 novembre del 1709. Da questo matrimonio nacquero tre figli (Allamby, Edward e Stede) e una figlia (Mary). Il piccolo Allamby morì prima del 1715, mentre gli altri figli sopravvissero per vedere il loro padre che li abbandonava per una vita dedita al crimine. Mary Allamby in Bonnet rimase in Barbados nonostante la carriera pirata di suo marito. Circolano molte leggende su questa decisione del giovane Bonnet: secondo molti, sembra che quest'uomo avesse deciso di darsi alla pirateria per sfuggire alla bisbetica moglie.
Anche i dettagli del servizio militare di Bonnet non sono ben precisati. Il suo grado di maggiore nelle truppe coloniali di Barbados si riferiva forse al fatto di essere un modesto proprietario terriero più che un militare esperto, visto che sedare le rivolte degli schiavi nelle piantagioni era un compito importante dei soldati. In più, l'epoca del servizio militare di Bonnet coincide con la Guerra di successione spagnola, ma non c'è nessuna documentazione che indichi un suo ruolo in questa vicenda.

### Il pirata Stede Bonnet

Variante attribuita tradizionalmente a Stede Bonnet, nonostante gli atti del suo processo indichino il suo stendardo raffigurante unicamente una "testa di morto". Va considerata come interpretazione moderna

Come pirata, Bonnet era praticamente un dilettante. Invece di rubare o saccheggiare una nave, lui se ne comprò una che oltretutto era di una tipologia non usata dai pirati. Questa nave, piccola ma veloce, fu comprata nella prima metà del 1717. Aveva dieci cannoni. Per non si sa quale ragione, Bonnet la chiamò Revenge (Vendetta). In più, Bonnet commise un'altra imprudenza: pagò l'equipaggio di tasca propria invece di dare loro un contratto da firmare per arruolarsi. Forse, pensava, l'equipaggio non lo avrebbe mai deposto e ciò gli avrebbe permesso di tenere sempre il comando. Reclutò i suoi uomini dalle taverne e dalle distillerie di Bridgetown e finì arruolando circa settanta marinai.

Jolly Roger utilizzato da Stede Bonnet secondo le fonti

Per molti giorni dopo il suo acquisto, la Revenge rimase nel porto di Bridgetown. Una notte, Bonnet se ne andò senza lasciare traccia, senza dire una parola a sua moglie o ai suoi amici. Dopo aver navigato e compiuto un saccheggio a regola d'arte di tre vascelli, Bonnet prese tesori fuori dalla costa del New England, e alcuni nelle acque del nord. Ma quando fece ritorno al sud, i suoi problemi erano già all'inizio: la sua inesperienza in fatto di navigazione si faceva sentire e fece sì che l'equipaggio, che prima si era dimostrato cordiale e gentile, diventasse ostile e si rivoltasse contro di lui. 

### L'alleanza con Barbanera
Mentre si trovava a Nassau Stede Bonnet incontrò il capitano Benjamin Hornigold e Edward Teach, ai più noto come Barbanera. Bonnet e Teach divennero presto amici e questo strano duo composto da un esperto e da un principiante decise di navigare insieme. Bonnett cedette temporaneamente il comando della Revenge a Barbanera e insieme catturarono e saccheggiarono più di dieci navi lungo la costa orientale del Nord America. Il 17 novembre 1717, dopo essere ritornati nei Caraibi, Barbanera e Stede Bonnet catturarono al largo di Martinica una nave schiavista francese, il Concorde de Nantes. Barbanera ne fece la propria ammiraglia ribattezzandola la Queen Anne's Revenge. I due pirati si separarono momentaneamente attorno al 19 dicembre dello stesso anno. 
Stede Bonnett incontrò nuovamente Barbanera e la Queen Anne's Revenge presso l'Honduras e i due ripresero a navigare assieme. Quest'alleanza molto presto fu fatale per Bonnet: Barbanera si rese conto della sua inesperienza come pirata e decise di passare alla guerra psicologica. Non ci sarebbe stato bisogno di sporcarsi le mani con uno come Bonnet: lo invitò a bordo della Queen Anne's Revenge, dove Bonnet diventò più un prigioniero che un ospite di riguardo. Barbanera cercò di convincerlo che un uomo della sua educazione e dai modi gentili come i suoi non era adatto per far mantenere la disciplina in una nave come la Revenge, e di trasferirsi nell'alloggio più confortevole e adatto a lui nella Queen Anne's Revenge. Non ci fu niente che Bonnet disse o fece e presto uno degli uomini di Barbanera, un certo Richards, prese il comando della Revenge, imponendo la disciplina nella nave e guadagnandosi la stima dell'equipaggio.
Nel 1718, Barbanera e Stede Bonnet si ritirarono nella città di Bath, nella Carolina del Nord, dove accettarono il perdono reale garantito da Re Giorgio I come amnistia generale per i pirati, a patto che rinunciassero per sempre a praticare qualsiasi forma di pirateria. Qui, molto presto, Bonnet e Teach presero strade diverse. Mentre Barbanera riprese dopo poco la via della pirateria, Bonnet rimase a Bath per un altro po' di tempo.

### Ritorno alla pirateria
Alla fine anche Stede Bonnet decise di riprendere la via del mare e perciò riprese il comando della Revenge, ribattezzandola Royal James. Bonnet continuò a fare scorribande lungo la costa del Nord America fino alla sua cattura da parte del colonnello William Rhett nella battaglia di Cape Fear e portato a Charleston.

### La fuga, il processo e la morte
A Charleston, Bonnet fu separato dal resto dell'equipaggio e rimase solo col suo timoniere, Ignatius Pell, e il suo primo ufficiale David Herriott. Il 24 ottobre del 1718 Bonnet ed Herriott fuggirono, forse per un accordo con un mercante del posto, Richard Tookerman. Il governatore Johnson mise sulla testa di Bonnet una taglia di 700 sterline e diede l'ordine di sparare per uccidere.
Dopo varie ricerche, Bonnet fu localizzato. I soldati inglesi spararono ad Herriott, uccidendolo, e ferirono i servi di Tookerman. Quanto a Bonnet, si arrese e tornò a Charleston.
Il 10 novembre del 1718, Bonnet fu processato da Sir Nicholas Trott, in qualità di giudice del Vice-Ammiragliato. Trott già aveva fatto altri processi contro l'equipaggio di Bonnet e li aveva condannati tutti a morte per impiccagione. Lo stesso fece con Bonnet, che tentò di difendersi scrivendo una bella quanto toccante lettera in cui diceva "Vi prego, tagliatemi gambe e braccia, leggerò le scritture, tesserò le lodi di Nostro Signore, ma vi prego...non impiccatemi!" al governatore Johnson, che però non si impietosì per niente. La mente di Bonnet, che si stava disintegrando visibilmente, mosse molti abitanti della Carolina a compassione, in particolare (così ci dice Charles Johnson), il pubblico femminile. Stede Bonnet fu impiccato a White Point, Charleston, il 10 dicembre del 1718 all'età di 30 anni. Si dice che come ultimo desiderio espresse che il suo cadavere venisse nascosto per timore che la moglie Mary potesse vendicarsi su di esso per averla abbandonata.

## Nella cultura di massa
- Il pirata Stede Bonnet compare nel film del 1941 L'oro del demonio.
- Stede Bonnet compare nel romanzo fantasy storico Mari stregati (1987) di Tim Powers.
- È presente in Assassin's Creed IV: Black Flag.
- In Pirati dei Caraibi - La vendetta di Salazar viene menzionato un capitano pirata di nome "Bonnet". Sebbene il pirata in questione non sia il vero Stede Bonnett, bensì un personaggio fittizio, è molto probabile che il nome del vero pirata sia stato d'ispirazione.
- Stede Bonnet è il protagonista della serie televisiva Our Flag Means Death, interpretato da Rhys Darby.